# Långnäs grunden
Långnäs grunden är skär i Finland. De ligger i kommunen Pargas i landskapet Egentliga Finland, i den sydvästra delen av landet, 190 km väster om huvudstaden Helsingfors.
Havet är nära Långnäs grunden åt nordost.  Närmaste större samhälle är Tövsala, 18,5 km nordost om Långnäs grunden. 